# FedEx Office
FedEx Office Print & Ship Services Inc., bekannt als FedEx Office, früher FedEx Kinko’s oder Kinko’s, ist eine US-amerikanische Unternehmenskette, die berufsmäßige Dokument-Management-Services wie Druck, Kopierung und Bindung anbietet. Ihre Kundschaft sind meist Kleingeschäfte und Heimbüros. FedEx Office hat laut eigenen Angaben mehr als 1.900 Zweigstellen in Asien, Australien, Europa und Nordamerika.
Der Amerikaner Paul Orfalea gründete die Firma 1970. Der ursprüngliche Copyshop wurde in der College-Gemeinschaft Isla Vista neben der University of California, Santa Barbara gegründet.
Der Hauptsitz des Unternehmens lag bis 2002 in Ventura und ab 2002 in Dallas. Im Februar 2004 wurde Kinko’s für 2,4 Milliarden Dollar von FedEx gekauft und in FedEx Kinko’s Office and Print Centers umbenannt. Während der Übernahme wurde der Hauptsitz nach Plano verlegt. Vor der Übernahme waren viele Läden 24 Stunden geöffnet, nach der Übernahme beschränkt sich dieses Angebot nur noch auf einige wenige Läden. Am 2. Juni 2008 gab FedEx bekannt, den Namen von FedEx Kinko’s in FedEx Office zu ändern. Mit einem Umsatz von 2,04 Milliarden US-Dollar im Jahr 2008 gilt FedEx Office als das siebtgrößte Unternehmen der Kopier- und Druckbranche. Noch bis zum Frühjahr 2010 hatten einige Läden die Aufschrift FedEx Kinko’s. Um den Kunden den Übergang leichter zu gestalten, haben viele Läden den Zusatz „Kinko’s Inside“. Nach einem Pilotprojekt, bei welchem in 50 Walmart-Filialen FedEx Office Geschäfte eröffnet wurden, wurde im März 2018 bekanntgegeben 450 weitere Läden innerhalb von Walmart-Geschäften zu öffnen.